# Bonde
För andra betydelser, se Bonde (olika betydelser).

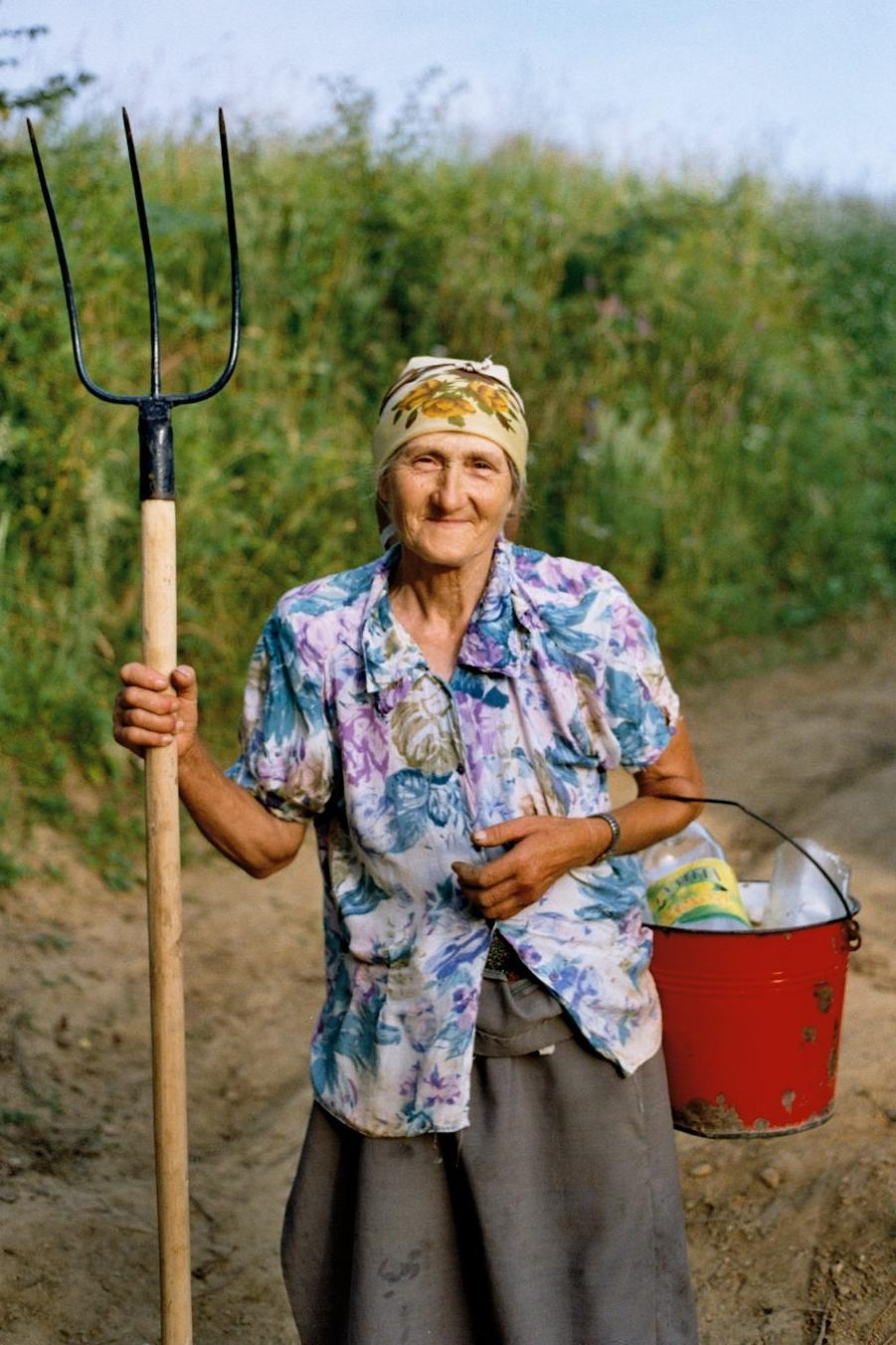
Östeuropeisk bonde.

Bonde (fornsvenska: boandi, bondi, egentligen particip presens av bua, boa; 'boende', 'bofast') är en person som arbetar inom jordbruk. Ordet är synonymt med orden lantbrukare eller jordbrukare. I vidare mening har det använts även om andra på landsbygden bosatta befolkningen, det vill säga allmogen i stort. Idag inkluderas normalt även boskapsskötare (person som arbetar inom djurskötsel) i begreppet. Bonde kan även syfta på en person som tillhörde bondeståndet. Ordet bonde har i olika tider och situationer antingen använts som en neutral yrkesbeteckning, ett skällsord eller en hedersbenämning.

## Bönders ställning i olika länder
Böndernas ställning har hos olika folk och på olika tider varit olika. Greker och romare saknade fria jordägare, som själva deltog i jordbruksarbetet, och jorden sköttes istället av slavar. Bland germanerna fanns i äldre tider – vid sidan av halvfria och trälar – fria jordägare vilka jämte sin familj brukade jorden, men i efterhand tvingades de flesta bland dessa att ställa sig i ett slags skyddsförhållande till sina mäktigare likar och nedsjönk så småningom sedan uppkomsten av privilegierade klasser främjat förtrycket i samma tillstånd som de ofria. Endast på den skandinaviska halvön, Finland, i Dithmarschen, i England, vid nedre Rhen samt i Schweiz' och Tyrolens alpdalar kunde små jordbrukare i massa bevara sin frihet.

### Frankrike
I Frankrike föll fjättrarna av dem först genom Franska revolutionen 1789. Till följd av att allmän rösträtt infördes äger bönderna i landet – vilka förr inte ens ansågs värdiga att representeras i tredje ståndet – numera, såsom utgörande 7/8 av valmännens hela antal,[källa behövs] ett alldeles avgörande politiskt inflytande. Någon bonde torde dock aldrig haft plats i en fransk riksförsamling.[källa behövs]

### Latinamerika
I Latinamerika används benämningen campesinos (spanska för person på landsbygden), men huruvida det ska användas i betydelsen bonde eller lantbrukare är omtvistat.

### Sverige
När arbetsdelningen i samhället under tidig medeltid medförde en större mängd sysselsatta inom icke-agrara näringar som bergsbruk och stadsnäringar, blev det mera nödvändigt med en särskild beteckning för jordbrukare. Andelen sysselsatta inom jordbruket är delvis en bedömningsfråga och kan avgöras med större precision först för de senaste århundradena. Det svenska jordbruket utmärktes av binäringarnas stora betydelse. Förutom att bönderna arbetade med forkörning, hemslöjd m.m. under den långa vinterperioden hade många hantverkare i städerna och bergsmän egna odlingar. Det har beräknats att närmare 80 procent av befolkningen huvudsakligen var sysselsatta inom jordbruket vid mitten av 1700-talet och nästan samma andel ännu hundra år senare. I slutet av 1800-talet började andelen långsamt minska och var omkring 1930 nere i knappt 40 procent. Efter andra världskriget kom det stora fallet i jordbrukarnas andel av befolkningen. År 1985 utgjorde sysselsatta inom jordbruk (inklusive skogsbruk och fiske) cirka fyra procent av hela antalet yrkesverksamma. År 2007 var andelen verksamma inom jordbruket cirka 1,5 procent av den totala sysselsättningen i landet. Av dessa var 40 procent kvinnor.
Den moderna utvecklingen har också inneburit att deltidsjordbrukarnas andel ökat. Av landets något mer än 70 000 lantbruk med över två hektar år 2007 kan cirka en tredjedel betecknas som deltidsjordbruk. En viktig faktor som bidragit till att jordbrukarnas andel av totalbefolkningen minskat är att en rad arbeten avspjälkats från bondgården. De från sysselsättningssynpunkt viktigaste är mejerihanteringen och slakten.

### Tyskland
I Tyskland försökte bönderna i början av 1500-talet med vapen i hand slå sig fram till socialt oberoende (se Bondekrig). Deras mål vanns icke, men dock skönjdes efter reformationen tecken till en förbättring i deras ställning. Det var först i senare hälften av 1700-talet, och i synnerhet efter franska revolutionen, som emancipationen tog sin början på allvar; livegenskapen upphävdes då i de flesta staterna, och med den blev många reala onera som förr utgått av jorden till någon "herre", borttagna eller förklarade avlösliga. De flesta nya lagar har tillerkänt bonden full äganderätt till jord, och alla tyska länders nya författningar har lämnat honom politisk rösträtt.

### Östeuropa

Ryska bondkvinnor cirka 1910. Tidigt färgfotografi av Sergej Prokudin-Gorskij.

Slaverna hade av gammalt både livegna jordarbetare och fria jordbrukare, men såväl i Polen och Böhmen som i Ryssland miste de smärre bland de senare sin egendom och sin frihet genom uppkomsten av en krigisk privilegierad adelsklass. I sistnämnda land fortsatte likväl bönderna, om ock i själva verket mycket undertryckta av furstar och adel, att enligt lag äga personlig frihet ända tills Boris Godunov (genom sina ukaser 1592–1601) fäste dem vid torvan. Livegenskapen blev under den därpå följande tiden allt hårdare. Efter åtskilliga förberedande steg under 1800-talet fick bönderna slutligen 1861 allmänt, genom Alexander II personlig frihet, varjämte de mot avlöslig grundränta skulle erhålla jord av adeln.

## Ordets användning
Begreppet bonde har å ena sidan använts nedsättande som beteckning för vad som ansågs vara en lat, obildad och dum arbetarklass på landet, vilket är bevarat i uttryck som "bondlurk" och "bondtölp". Å andra sidan användes ordet som en hedersbeteckning, från Peder Månssons beröm i början av 1500-talet av bonden som "väl brukar sin plog och harv" till Erik Gustaf Geijers hyllning av odalbonden i början av 1800-talet. Idag används bonde som en allmän beteckning för jordbrukare vilket bland annat har att göra med att familjejordbruket förblivit den dominerande företagsformen och med att jordbruket därför i sin drift bevarar mycket av den förindustriella organisationen.[källa behövs]